# باتريك ميشيل
باتريك ميشيل (بالفرنسية: Patrick Michel)‏ هو عالم فلك فرنسي، ولد في 25 فبراير 1970 في سان تروبيه في فرنسا.